# 4973 Showa
A 4973 Showa (ideiglenes jelöléssel 1990 FT) egy kisbolygó a Naprendszerben. Kin Endate,  Vatanabe Kazuró fedezte fel 1990. március 18-án.